# Чемпионат мира по крикету 2023
Чемпионат мира по крикету 2023 года (англ. 2023 ICC Men's Cricket World Cup, хинди २०२३ क्रिकेट विश्व कप, гудж. ૨૦૨૩ ક્રિકેટ વિશ્વકપ, канн. 2023 ರ ಐಸಿಸಿ ಪುರುಷರ ಕ್ರಿಕೆಟ್ ವಿಶ್ವಕಪ್, тиб. ༢༠༢༣་པང་ལེབ་སྤོ་ལོ་འཛམ་གླིང་བུམ་པ, бенг. ২০২৩ ক্রিকেট বিশ্বকাপ, маратхи आयसीसी क्रिकेट विश्वचषक, २०२३, телугу 2023 ఐసిసి పురుషుల క్రికెట్ ప్రపంచ కప్, там. 2023 ஐசிசி ஆண்கள் துடுப்பாட்ட உலகக்கிண்ணம், урду کرکٹ عالمی کپ 2023ء‎, в.-пандж. 2023 ਆਈਸੀਸੀ ਪੁਰਸ਼ ਕ੍ਰਿਕਟ ਵਿਸ਼ਵ ਕੱਪ) — тринадцатый розыгрыш чемпионата мира по крикету.
Соревнования проходили в Индии c 5 октября по 19 ноября 2023 года. Игры на чемпионате мира проводятся в формате однодневных международных матчей. Это первый чемпионат мира, который полностью проходит в Индии, ранее страна принимала турниры в 1987 году совместно с Пакистаном, в 1996 году — с Пакистаном и Шри-Ланкой, в 2011 году — с Шри-Ланкой и Бангладеш.
Первоначально турнир планировалось провести с 9 февраля по 26 марта 2023 года, но в июле 2020 года было объявлено, что турнир будет отложен на период с октября по ноябрь того же года после изменения расписания квалификации из-за пандемии COVID-19.
Англия была действующим чемпионом мира, но завершила соревнования на седьмом месте в групповом этапе, выиграв лишь три игры из девяти.
Австралия в шестой раз в истории стала чемпионом мира, в финале победив Индию с преимуществом в 6 калиток.

## Предыстория
Согласно первоначальным планам, чемпионат мира должен был пройти с 9 февраля по 26 марта 2023 года, однако в июле 2020 стало известно, что турнир из-за начавшейся пандемии COVID-19 перенесён на октябрь и ноябрь из-за того, что квалификационные соревнования к чемпионату мира также претерпели изменения в расписании и закончатся лишь в середине 2023 года. Окончательное расписание турнира было опубликовано Международным советом крикета 27 июня 2023 года.
Пакистанский совет по крикету угрожал бойкотировать чемпионат мира после того, как Индийский совет по крикету отказался от участия на Кубке Азии 2023, проходившим в Пакистане. Этот инцидент был урегулирован в июне 2023 года, когда Азиатский совет крикета решил изменить правила проведения Кубка Азии, перенеся часть игр из Пакистана в Шри-Ланку и освободив сборную Индии от игр в Пакистане.

## Квалификация
Как и в прошлый раз, в турнире примут участие десять команд. Семь команд получат путёвки по итогам Суперлиги, которая проводится в течение трёх лет с 2020 по 2023.
Помимо квалифицировавшихся по итогам Суперлиги, на турнире участвует страна-хозяйка (Индия). Оставшиеся два места распределены по итогам отборочного турнира чемпионата мира по крикету 2023 года, который прошёл в июле в Хараре.
| Средства квалификации                             | Дата                       | Место проведения | Места | Квалифицированный                                             |
| ------------------------------------------------- | -------------------------- | ---------------- | ----- | ------------------------------------------------------------- |
| Принимающая страна                                | -                          | -                | 1     | Индия                                                         |
| Суперлига 2020—2023                               | 30 июля 2020 — 31 мая 2023 | Различные места  | 7     | Афганистан Австралия Бангладеш Англия Пакистан Новая Зеландия |
| Отборочный турнир чемпионата мира по крикету 2023 | 18 июня — 9 июля 2023      | Зимбабве         | 2     | Шри-Ланка Нидерланды                                          |
| Всего                                             |                            |                  | 10    |                                                               |

## Организация
За 100 дней до начала чемпионата мира Международный совет крикета объявил о начале Тура Кубка мира, который начался в стратосфере на высоте 120 тысяч футов (приблизительно 36,5 километров). До возвращения в Индию 4 сентября, Кубок должен посетить 18 стран мира.
В августе 2023 года официально объявили, что церемония открытия пройдёт 4 октября 2023 года на стадионе имени Нарендры Моди в Ахмадабаде, где на следующий день пройдёт матч-открытия турнира. Однако церемония проведена не была, организаторы турнира приняли решение заменить её на большую пресс-конференцию с участием капитанов всех команд-участниц.
О выбранных талисманах чемпионата мира объявили 19 августа в Гургаоне. «Тонк» и «Блейз» были выбраны с учётом популярного движения за равенство полов, а сами персонажи, согласно официальному объявлению, взяты из фантастической утопии «Crictoverse». Талисманы были раскритикованы в Интернете, одной из популярных претензий стало их несоответствие индийской культуре.
Официальной песней чемпионата мира по крикету стала «Dil Jashn Bole» (хинди दिल जश्न बोले, дословно — «Праздник сердца»), о чём стало известно 20 сентября. Композитором является Притам Чакраборти, слова написаны Шлоки Лалом и Саавери Вермой, в исполнении задействованы сразу несколько певцов, в том числе композитор Притам Чакраборти, а также Накаш Азиз, Срирама Чандра, Амит Мишра, Джонита Ганди, Акаса Сингх и СП Чаран. В официальном клипе принял участие актёр Ранвир Сингх, а также известные создатели роликов в различных социальных сетях. Песня также как и талисман подверглась критике публикой.

## Стадионы
На турнире задействованы десять стадионов, расположенных в десяти городах Индии. Первый и второй полуфиналы, соответственно, пройдут в Мумбаи на «Ванкхеде» и в Калькутте на «Иден Гарденс», соответственно. Финал, также как и матч открытия, пройдут на 132-тысячном стадионе имени Нарендры Моди в Ахмадабаде.
Совет контроля за крикетом Индии является ответственным за реконструкцию и модернизацию стадионов, эти работы обошлись в 500 миллионов индийских рупий. На стадионе ассоциации крикета штата Химачал-Прадеш появилось новое травяное покрытие и дренажная система, были установлены новые кресла для зрителей и ложи. На «Ванкхеде» обновили поле, оборудование для освещения стадиона, корпоративные ложи и туалеты. На других стадионах чемпионата мира также проведены работы по обновлению инфраструктуры.
Международный совет крикета также занялся решением проблемы, связанной с выпадением росы на поле, из-за которой преимущество получает команда, отбивающая второй, а также та команда, которая имеет в составе боулеров, предпочитающих вращательную подачу (Spin bowling) скоростной (Pace/Seam bowling). Контролирующий орган принял решение увеличить расстояние до границ поля (минимум 70 метров), использовать как можно больше травы на поле, а также использовать специальное средство, которое должно устранить эффект росы.
| Ахмадабад                                       | Калькутта                                       | Нью-Дели                                    | Ченнаи                                      |
| ----------------------------------------------- | ----------------------------------------------- | ------------------------------------------- | ------------------------------------------- |
| Стадион имени Нарендры Моди                     | «Иден Гарденс»                                  | Стадион имени Аруна Джетли                  | Стадион имени Муттая Аннамалая Чидамбарама  |
| Вместимость: 132,000                            | Вместимость: 66,000                             | Вместимость: 41,842                         | Вместимость: 50,000                         |
|                                                 |                                                 |                                             | M. A. Chidambaram Stadium                   |
| Дхарамсала                                      | Дхарамсала                                      | Пуна                                        | Пуна                                        |
| Стадион ассоциации крикета штата Химачал-Прадеш | Стадион ассоциации крикета штата Химачал-Прадеш | Стадион ассоциации крикета штата Махараштра | Стадион ассоциации крикета штата Махараштра |
| Вместимость: 23,000                             | Вместимость: 23,000                             | Вместимость: 55,000                         | Вместимость: 55,000                         |
| ccenter                                         |                                                 |                                             |                                             |
| Бангалор                                        | Лакхнау                                         | Мумбаи                                      | Хайдарабад                                  |
| Стадион имени Мангалама Чиннасвами              | «Экана»                                         | «Ванкхеде»                                  | Стадион имени Раджива Ганди                 |
| Вместимость: 40,000                             | Вместимость: 50,000                             | Вместимость: 32,000                         | Вместимость: 55,000                         |
|                                                 |                                                 |                                             |                                             |

## Изменения в правилах
Чемпионат мира 2023 года стал первым, на котором применяются штрафы за медленное выполнение подач командой, играющей в поле. Сборная Шри-Ланки получила наказание за это нарушение в матче против ЮАР. Согласно правилам, принятым в 2022 году и вступающим в силу после окончания Суперлиги (после 31 мая 2023), оштрафованная команда лишается возможности использовать более четырёх полевых игроков за пределами 30-ярдового круга. Правило ранее было введено в формате Твенти20, а с лета 2023 года используется в Однодневных международных матчах.

## Составы
Все команды должны были предоставить список из 15 игроков до 28 сентября, после этой даты любые изменения в составе должны были дополнительно согласовываться с Международным советом крикета. Составы команд были опубликованы 26 сентября 2023 года. Самым возрастным игроком стал нидерландец Уэсли Баррези (39 лет), самым молодым — афганский боулер Нур Ахмад (18 лет).

## Судьи
8 сентября 2023 года Международный совет крикета опубликовал список полевых судей и матчевых рефери. 25 сентября 2023 был опубликован список судей с матчами, на которые они назначены.

### Полевые судьи (Umpires)
| Австралия - Пол Рейффел - Род Такер - Пол Уилсон Бангладеш - Шарфуддола | Англия - Майкл Гоу - Ричард Иллингуорт - Ричард Кеттлборо - Алекс Уорф Индия - Нитин Менон | Новая Зеландия - Крис Гаффани - Крис Браун Пакистан - Ахсан Раза | ЮАР - Мараис Эрасмус - Адриан Холдсток Шри-Ланка - Кумар Дхармасена Вест-Индия - Джоэл Уилсон |

### Матчевые рефери (Referees)
На чемпионате мира работают матчевые рефери, которые назначены Международным советом крикета
- Джавагал Сринатх
- Джефф Кроу
- Ричи Ричардсон
- Энди Пайкрофт

## Призовые
Международный совет крикета выделил 10 миллионов долларов США в качестве призовых за чемпионат мира 2023 года. Такой же фонд был и на двух прошлых турнирах в 2015 и 2019 годах.
| Достигнутый этап           | Команд | Призовые (US$) | Всего выделено (US$) |
| -------------------------- | ------ | -------------- | -------------------- |
| Победитель                 | 1      | $4,000,000     | $4,000,000           |
| Финалист                   | 1      | $2,000,000     | $2,000,000           |
| Выбывшие в полуфинале      | 2      | $800,000       | $1,600,000           |
| Выбывшие в групповом этапе | 6      | $100,000       | $600,000             |
| Победа в матче             | 45     | $40,000        | $1,800,000           |
| Всего                      | Всего  | Всего          | $10,000,000          |

## Турнир

### Групповой этап

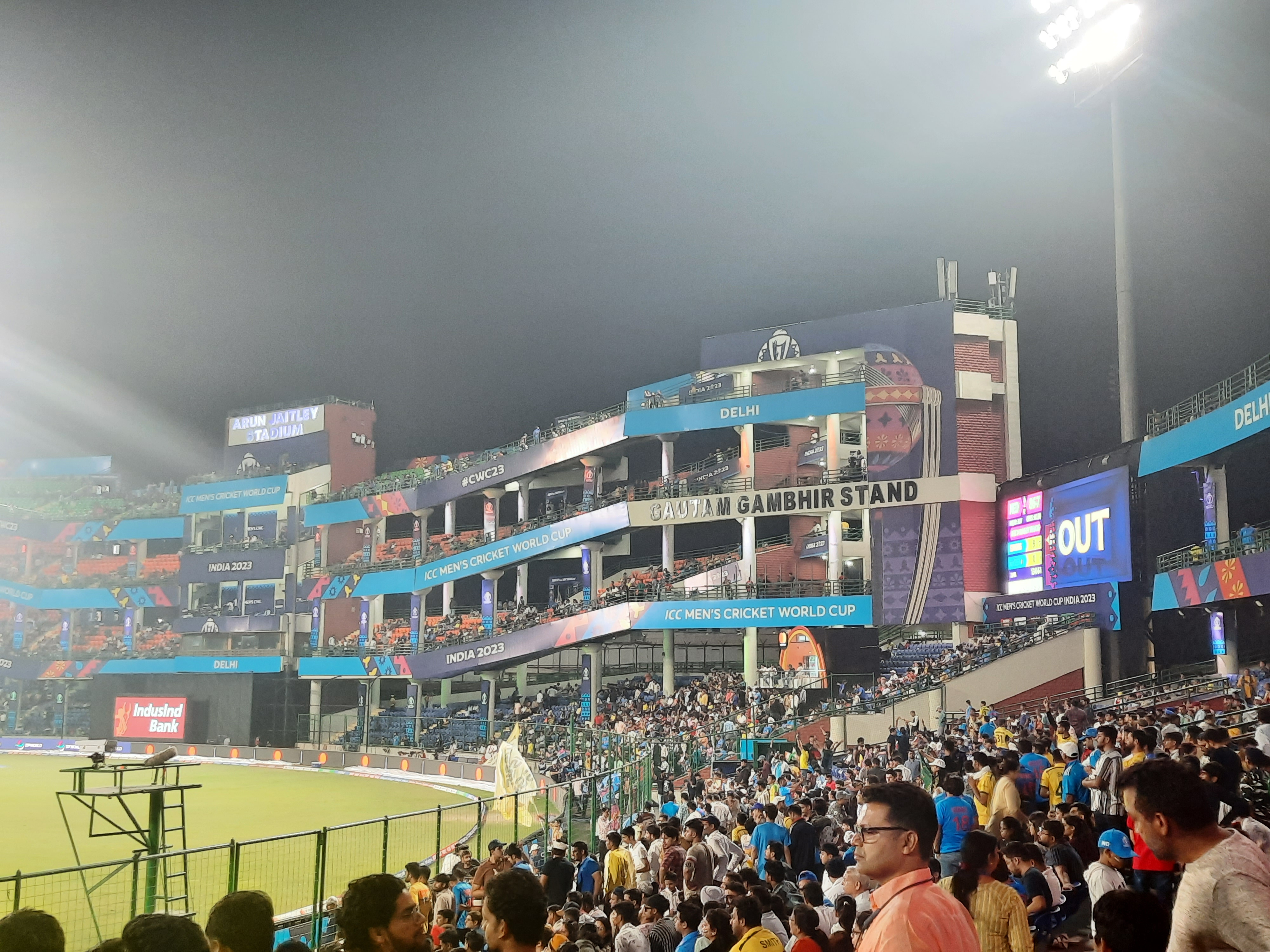
Болельщики во время игры Австралия — Нидерланды на стадионе имени Аруна Джетли в Дели

27 июня 2023 года Международный совет крикета опубликовал расписание матчей

#### Турнирная таблица
| М  | Команда        | И | В | П | РП     | О  |
| -- | -------------- | - | - | - | ------ | -- |
| 1  | Индия          | 9 | 9 | 0 | +2,570 | 18 |
| 2  | ЮАР            | 9 | 7 | 2 | +1,261 | 14 |
| 3  | Австралия      | 9 | 7 | 2 | +0,841 | 14 |
| 4  | Новая Зеландия | 9 | 5 | 4 | +0,743 | 10 |
| 5  | Пакистан       | 9 | 4 | 5 | -0,199 | 8  |
| 6  | Афганистан     | 9 | 4 | 5 | -0,336 | 8  |
| 7  | Англия         | 9 | 3 | 6 | -0,572 | 6  |
| 8  | Бангладеш      | 9 | 2 | 7 | -1,087 | 4  |
| 9  | Шри-Ланка      | 9 | 2 | 7 | -1,419 | 4  |
| 10 | Нидерланды     | 9 | 2 | 7 | -1,825 | 4  |

#### Матчи
| 5 октября 2023 Отчёт |

| Англия 282/9 (50 оверов) | v | Новая Зеландия 283/1 (36.2 оверов) |
|                          |   |                                    |

| 6 октября 2023 Отчёт |

| Пакистан 286 (49 оверов) | v | Нидерланды 205 (41 овер) |
|                          |   |                          |

| 7 октября 2023 Отчёт |

| Афганистан 156 (37.2 оверов) | v | Бангладеш 158/4 (34.4 оверов) |
|                              |   |                               |

| 7 октября 2023 Отчёт |

| ЮАР 428/5 (50 оверов) | v | Шри-Ланка 326 (44.5 оверов) |
|                       |   |                             |

| 8 октября 2023 Отчёт |

| Австралия 199 (49.3 оверов) | v | Индия 201/4 (41.2 оверов) |
|                             |   |                           |

| 9 октября 2023 Отчёт |

| Новая Зеландия 322/7 (50 оверов) | v | Нидерланды 223 (46.3 оверов) |
|                                  |   |                              |

| 10 октября 2023 Отчёт |

| Англия 364/9 (50 оверов) | v | Бангладеш 227 (48.2 оверов) |
|                          |   |                             |

| 10 октября 2023 Отчёт |

| Шри-Ланка 344/9 (50 оверов) | v | Пакистан 345/4 (48.2 оверов) |
|                             |   |                              |

| 11 октября 2023 Отчёт |

| Афганистан 272/8 (50 оверов) | v | Индия 273/2 (35 оверов) |
|                              |   |                         |

| 12 октября 2023 Отчёт |

| ЮАР 311/7 (50 оверов) | v | Австралия 177 (40.5 оверов) |
|                       |   |                             |

| 13 октября 2023 Отчёт |

| Бангладеш 245/9 (50 оверов) | v | Новая Зеландия 248/2 (42.5 оверов) |
|                             |   |                                    |

| 14 октября 2023 Отчёт |

| Пакистан 191 (42.5 оверов) | v | Индия 192/3 (30.3 оверов) |
|                            |   |                           |

| 15 октября 2023 Отчёт |

| Афганистан 284 (49.5 оверов) | v | Англия 215 (40.3 оверов) |
|                              |   |                          |

| 16 октября 2023 Отчёт |

| Шри-Ланка 209 (43.3 оверов) | v | Австралия 215/5 (35.2 оверов) |
|                             |   |                               |

| 17 октября 2023 Отчёт |

| Нидерланды 245/8 (43 овера) | v | ЮАР 207 (42.5 оверов) |
|                             |   |                       |

| 18 октября 2023 Отчёт |

| Новая Зеландия 288/6 (50 оверов) | v | Афганистан 139 (34.4 оверов) |
|                                  |   |                              |

| 19 октября 2023 Отчёт |

| Бангладеш 256/8 (50 оверов) | v | Индия 261/3 (41.3 оверов) |
|                             |   |                           |

| 20 октября 2023 Отчёт |

| Австралия 367/9 (50 оверов) | v | Пакистан 305 (45.3 оверов) |
|                             |   |                            |

| 21 октября 2023 Отчёт |

| Нидерланды 262 (49.4 оверов) | v | Шри-Ланка 263/5 (48.2 оверов) |
|                              |   |                               |

| 21 октября 2023 Отчёт |

| ЮАР 399/7 (50 оверов) | v | Англия 170 (22 овера) |
|                       |   |                       |

| 22 октября 2023 Отчёт |

| Новая Зеландия 273 (50 оверов) | v | Индия 274/6 (48 оверов) |
|                                |   |                         |

| 23 октября 2023 Отчёт |

| Пакистан 282/7 (50 оверов) | v | Афганистан 286/2 (49 оверов) |
|                            |   |                              |

| 24 октября 2023 Отчёт |

| ЮАР 382/6 (50 оверов) | v | Бангладеш 233 (46.4 оверов) |
|                       |   |                             |

| 25 октября 2023 Отчёт |

| Австралия 399/8 (50 оверов) | v | Нидерланды 90 (21 овер) |
|                             |   |                         |

| 26 октября 2023 Отчёт |

| Англия 156 (33.2 оверов) | v | Шри-Ланка 160/2 (25.4 оверов) |
|                          |   |                               |

| 27 октября 2023 Отчёт |

| Пакистан 270 (46.4 оверов) | v | ЮАР 271/9 (47.2 оверов) |
|                            |   |                         |

| 28 октября 2023 Отчёт |

| Австралия 388 (49.2 оверов) | v | Новая Зеландия 383 (50 оверов) |
|                             |   |                                |

| 28 октября 2023 Отчёт |

| Нидерланды 229 (50 оверов) | v | Бангладеш 142 (42.2 оверов) |
|                            |   |                             |

| 29 октября 2023 Отчёт |

| Индия 229/9 (50 оверов) | v | Англия 129 (34.5 оверов) |
|                         |   |                          |

| 30 октября 2023 Отчёт |

| Шри-Ланка 241 (49.3 оверов) | v | Афганистан 242/3 (45.2 оверов) |
|                             |   |                                |

| 31 октября 2023 Отчёт |

| Бангладеш 204 (45.1 оверов) | v | Пакистан 205/3 (32.3 оверов) |
|                             |   |                              |

| 1 ноября 2023 Отчёт |

| ЮАР 357/4 (50 оверов) | v | Новая Зеландия 167 (35.3 оверов) |
|                       |   |                                  |

| 2 ноября 2023 Отчёт |

| Индия 357/8 (50 оверов) | v | Шри-Ланка 55 (19.4 оверов) |
|                         |   |                            |

| 3 ноября 2023 Отчёт |

| Нидерланды 179 (46.3 оверов) | v | Афганистан 181/3 (31.3 оверов) |
|                              |   |                                |

| 4 ноября 2023 Отчёт |

| Новая Зеландия 401/6 (50 оверов) | v | Пакистан 200/1 (25.3 оверов) |
|                                  |   |                              |

| 4 ноября 2023 Отчёт |

| Австралия 286 (49.3 оверов) | v | Англия 253 (48.1 оверов) |
|                             |   |                          |

| 5 ноября 2023 Отчёт |

| Индия 326/5 (50 оверов) | v | ЮАР 83 (27.1 оверов) |
|                         |   |                      |

| 6 ноября 2023 Отчёт |

| Шри-Ланка 279 (49.3 оверов) | v | Бангладеш 282/7 (41.1 оверов) |
|                             |   |                               |

| 7 ноября 2023 Отчёт |

| Афганистан 291/5 (50 оверов) | v | Австралия 293/7 (46.5 оверов) |
|                              |   |                               |

| 8 ноября 2023 Отчёт |

| Англия 339/9 (50 оверов) | v | Нидерланды 179 (37.2 оверов) |
|                          |   |                              |

| 9 ноября 2023 Отчёт |

| Шри-Ланка 171 (46.4 оверов) | v | Новая Зеландия 172/5 (23.2 оверов) |
|                             |   |                                    |

| 10 ноября 2023 Отчёт |

| Афганистан 244 (50 оверов) | v | ЮАР 247/5 (47.3 оверов) |
|                            |   |                         |

| 11 ноября 2023 Отчёт |

| Бангладеш 306/8 (50 оверов) | v | Австралия 307/2 (44.4 оверов) |
|                             |   |                               |

| 11 ноября 2023 Отчёт |

| Англия 337/9 (50 оверов) | v | Пакистан 244 (43.3 оверов) |
|                          |   |                            |

| 12 ноября 2023 Отчёт |

| Индия 410/4 (50 оверов) | v | Нидерланды 250 (47.5 оверов) |
|                         |   |                              |

### Раунд плей-офф
Международный совет крикета объявил, что если Пакистан квалифицируется в плей-офф, то он будет играть на «Иден Гарденс» в Калькутте. Если Индия квалифицируется в плей-офф, то будет играть на «Ванкхеде» в Мумбаи за исключением случая, если попадёт на Пакистан (в таком случае матч Индия — Пакистан должен состояться в Калькутте). Для всех матчей плей-офф предусмотрен резервный день.
По итогам группового этапа Индия заняла первое место, не проиграв ни одной игры, а Пакистан не попал в плей-офф. Таким образом, дополнительно оговорённые условия не были востребованы, игры состоялись там, где и было изначально запланировано. Второе и третье место, соответственно, заняли ЮАР и Австралия. Последнюю путёвку получила Новая Зеландия в предпоследний день группового этапа, второй чемпионат мира подряд попав в полуфинале на Индию.
В первом полуфинальном матче в Мумбаи в индийском иннингсе Вират Кохли набрал 50-й раз в карьере сто пробегов, что стало рекордом однодневных международных матчей.
|  | Полуфиналы 15 и 16 ноября | Полуфиналы 15 и 16 ноября |       |  | Финал 19 ноября                        | Финал 19 ноября |  |
|  |                           |                           |       |  |                                        |                 |  |
|  | «Ванкхеде», Мумбаи        |                           |       |  |                                        |                 |  |
|  | Индия                     | 397/4                     |       |  |                                        |                 |  |
|  | Новая Зеландия            | 327                       |       |  |                                        |                 |  |
|  |                           |                           |       |  |                                        |                 |  |
|  |                           |                           |       |  | Стадион имени Нарендры Моди, Ахмадабад |                 |  |
|  |                           |                           |       |  | Индия                                  | 240             |  |
|  |                           | Австралия                 | 241/4 |  |                                        |                 |  |
|  |                           |                           |       |  |                                        |                 |  |
|  |                           |                           |       |  |                                        |                 |  |
|  |                           |                           |       |  |                                        |                 |  |
|  | «Иден Гарденс», Калькутта |                           |       |  |                                        |                 |  |
|  | ЮАР                       | 212                       |       |  |                                        |                 |  |
|  | Австралия                 | 215/7                     |       |  |                                        |                 |  |

#### Полуфиналы
| 15 ноября 2023 14:00 (D/N) Отчёт |

| Индия 397/4 (50 оверов)                           | v | Новая Зеландия 327 (48.5 оверов)                        |
| Вират Кохли 117 (113) Тим Саути 3/100 (10 оверов) |   | Дэрил Митчелл 134 (119) Мохаммед Шами 7/57 (9.5 оверов) |

- Индия победила в жеребьёвке и приняла решение отбивать в первом иннингсе

| 16 ноября 2023 14:00 (D/N) Отчёт |

| ЮАР 212 (49.4 оверов)                                 | v | Австралия 215/7 (47.2 оверов)                     |
| Дэвид Миллер 101 (116) Митчелл Старк 3/34 (10 оверов) |   | Трэвис Хэд 62 (48) Табраиз Шамси 2/42 (10 оверов) |

- ЮАР победила в жеребьёвке и приняла решение отбивать в первом иннингсе
- Матч был прерван из-за дождя в первом иннингсе, затем игра была продолжена без изменения количества оверов.

#### Финал
| 19 ноября 2023 14:00 (D/N) Отчёт |

| Индия 240 (50 оверов)                                      | v | Австралия 241/4 (43 овера)                           |
| Каннур Локеш Рахул 66 (107) Митчелл Старк 3/55 (10 оверов) |   | Трэвис Хэд 137 (120) Джасприт Бумрах 2/43 (9 оверов) |

- Австралия победила в жеребьёвке и приняла решение играть в поле в первом иннингсе